# Andy Hallett
Pour les articles homonymes, voir Hallett.
Andy Hallett, né Andrew Alcott Hallett, le 4 août 1975 à Osterville, (Massachusetts, États-Unis), et mort le 29 mars 2009 à Los Angeles, (Californie, États-Unis), est un acteur américain.

## Biographie
Andy Hallett, de son vrai nom Andrew-Alcott Hallett, est né le 4 août 1975 à Osterville, dans le Massachusetts. Fils unique, son père, David, est agent de police, tandis que sa mère, Laurie, travaille dans un supermarché. Sa passion est le chant, or il sera célèbre en tant qu'acteur.
Andy Hallet commence sa carrière à l'âge de vingt-quatre ans grâce à quelques apparitions dans la série télévisée Angel. Joss Whedon invite un jour Andy à un de ses spectacles qu'il produit au B.B. King Blues Bar. Il est, en effet, un ami de sa femme depuis le lycée et c'est en l'entendant chanter "Lady Marmelade", puis "Ain't No Way", que Joss a eu l'idée du personnage de Lorne dans sa série Angel. Il est alors engagé pour ce rôle qui deviendra vite culte pendant 4 ans.
Andy Hallet est mort le 29 mars 2009 à Los Angeles (Cedar Hospital), à l'âge de 33 ans, après 5 ans de combat contre une maladie cardiaque. Celle-ci avait été diagnostiquée en 2004 alors qu'il ressentait de grosses fatigues sans communes mesures avec le rythme du tournage de la série.
Pour se ménager, il avait abandonné sa carrière d'acteur et s'était remis simplement à la chanson, son premier métier et amour, en chantant de temps à autre dans des salles de concerts à Los Angeles.

## Filmographie

### Cinéma
- 2002 : Chance, d'Amber Benson : Jack
- 2005: Geppetto's Secret : Criquet (voix)

### Télévision
- 1999 : Buffy contre les vampires (Un silence de mort 4#10) : Un étudiant (non crédité)
- 2000 - 2004 : Angel (76 épisodes) : Lorne
- 2001 : The Enforcers : Wallace